# Parquímetre

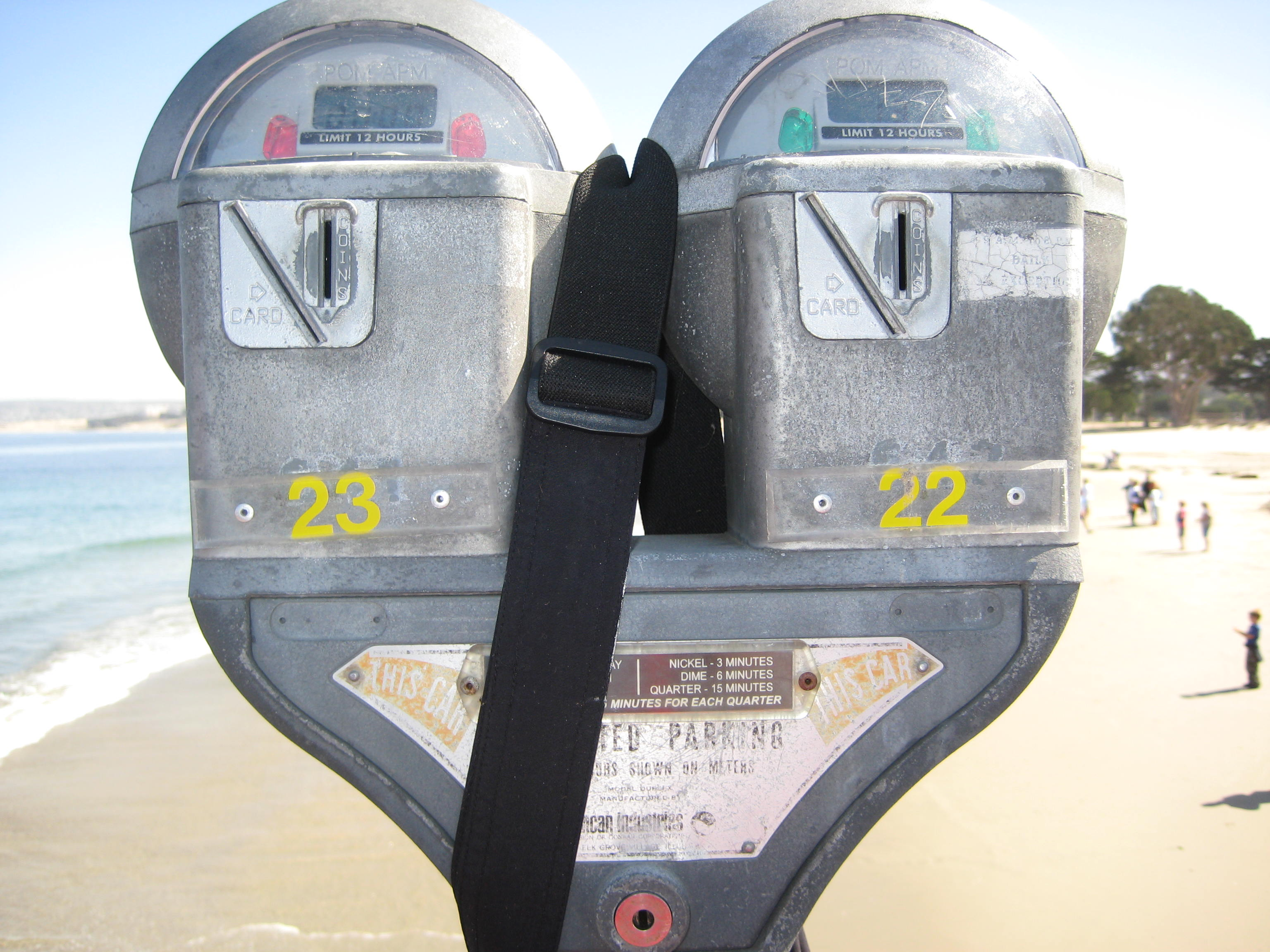
Parquímetre dual amb display digital.

Un parquímetre és un dispositiu situat en la via pública que permet l'ordenament i mesurament de l'estacionament en àrees definides per a això. La seva funció consisteix a recollir diners a canvi del dret d'estacionar un vehicle en un lloc públic, per una quantitat de temps. Els parquímetres poden ser usats per les municipalitats sobre ajuntaments, com una eina per fer valer les seves polítiques d'estacionament al carrer, que, en general, estan relacionades amb el trànsit i les polítiques de gestió de mobilitat.

## Història

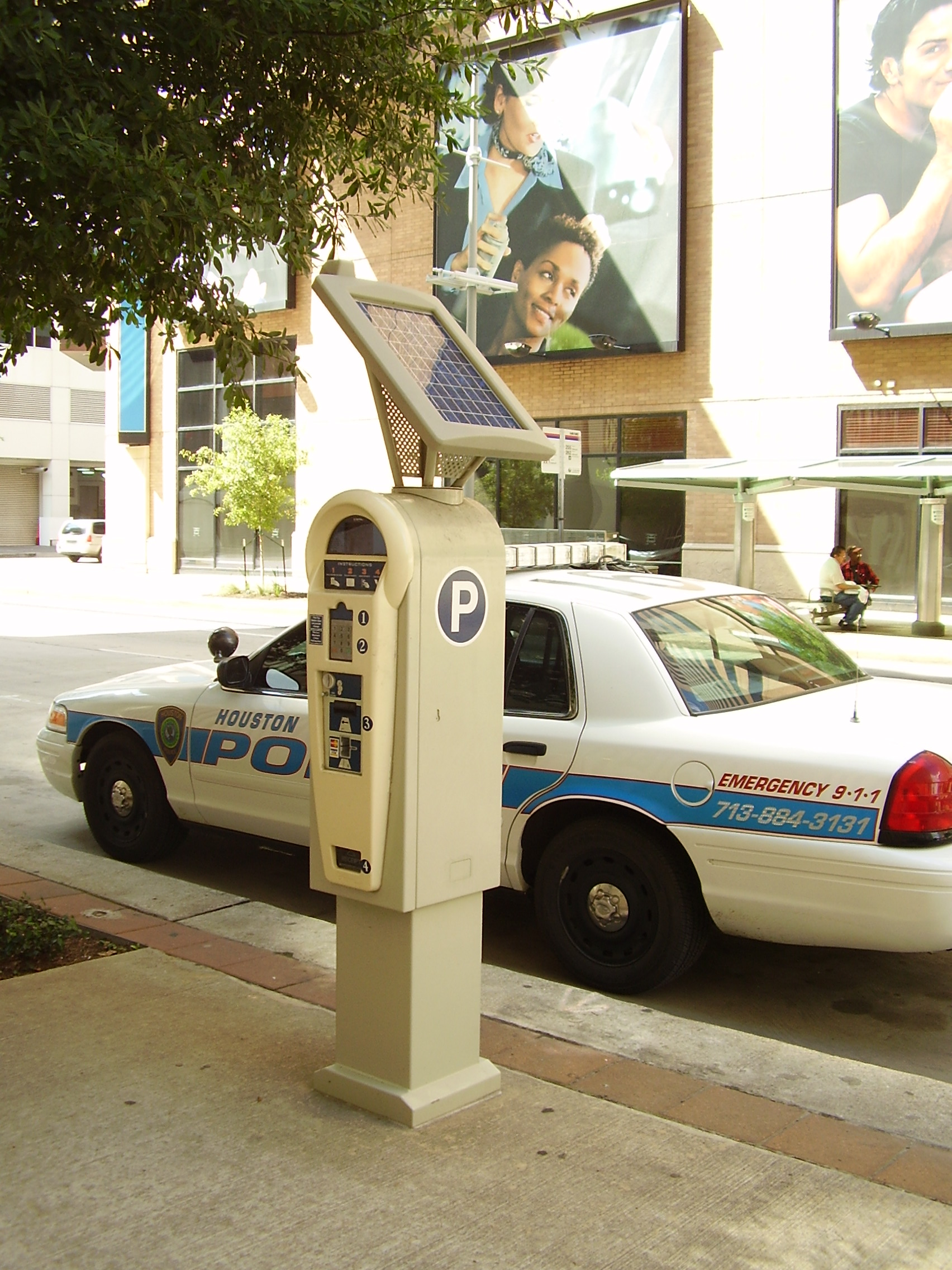
Parquímetre del centre de Huston, Texas.

Els primers sistemes d'aparcament mesurat van sorgir a la ciutat d'Oklahoma, als Estats Units. Van sorgir en forma de parquímetres després de l'intent de l'advocat i editor Carl C. Magee amb el suport del Comitè de Trànsit i Comerç, de dissuadir els conductors que treballaven en l'àrea cèntrica de no deixar el vehicle estacionat davant de les botigues durant tot el dia als carrers més transitats, restringint als potencials clients i altres transeünts. D'aquesta manera els llocs d'aparcament del centre serien llogats, evitant, així, que estiguin ocupats tot el dia, a més de generar guanys per al municipi. Els mateixos es van adoptant per diferents municipis, col·legis i universitats, per després arribar a les principals ciutats, i, recentment, es farien efectius a Europa a principis dels anys 80.
Els primers parquímetres eren totalment mecànics i en l'actualitat alguns ho segueixen sent. Els mesuradors eren impulsats per mecanismes similars als rellotges de corda, sent alguns manuals i altres automàtics.
Els primers parquímetres van ser realitzats per la Magee-Hale Park-O-Meter, Dual, Mark-Time, i Duncan-Miller. Després, en passar del temps, van prendre la producció altres companyies que segueixen produint fins a l'actualitat, com ser POM, Inc, descendents de Magee, i Duncan Industries. A mesura que els parquímetres es feien més comuns, van començar els problemes amb els criminals, qui s'aprofitaven de la vulnerabilitat dels mateixos, el que va forçar als fabricants a generar mitjans més segurs d'emmagatzematge. Un altre problema que es notava amb el sistema en les seves primeres etapes tenia a veure amb el cost de manteniment, el cost del personal de recol·lecció i el d'instal·lació, ja que havia instal·lar un pal i un parquímetre per cada un d'ells. Per aquest motiu, els diferents fabricants van proposar noves formes de reduir els costos als seus clients, apareixent, així, els parquímetres duals reduint el nombre de pals a la meitat i millorant notablement les situacions d'espai i costos.
Mentre que es van realitzar notables millores en els sistemes mecànics al llarg dels anys, sent així que alguns sistemes d'aquestes característiques segueixen en funcionament en diferents ciutats, la introducció dels sistemes electrònics ha significat un canvi radical, alguns dels parquímetres
actuals proveeixen emmagatzematge de dades com sumes de diners recol·lectats, comptadors, mesuradors, indicadors, sistemes de seguretat avançats, sistemes de sensors de proximitat, entre d'altres característiques, com també nous beneficis que no es vinculen directament als propietaris i municipis sinó als conductors, a través de sistemes de targetes d'estacionament de pagar prèviament, que controlen la despesa en aquests dispositius.

## Actualitat

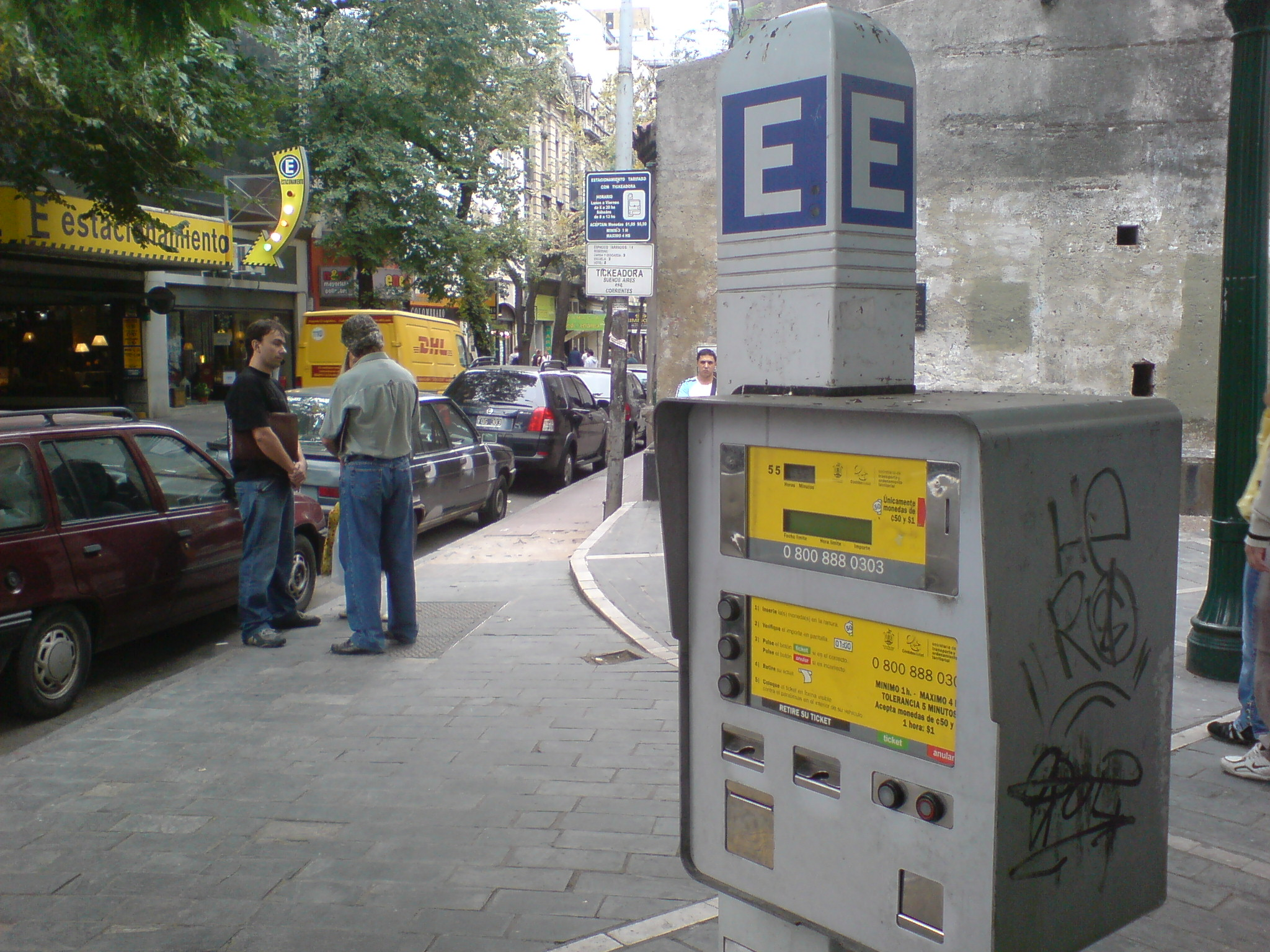
A algunes ciutats, hi ha instal·lats un tipus de parquímetres, que imprimeixen un rebut, com el que figura a la foto.

Alguns parquímetres actuals no són com els parquímetres tradicionals, sinó que han passat a ser centres automatitzats de pagament que retornen un rebut com a comprovant i brinden serveis addicionals. Aquests últims redueixen l'ús d'espai urbà i de personal de manteniment significativament, gràcies al fet que amb només una unitat es poden treballar amb diversos espais d'estacionament a la vegada. En l'actualitat segueixen formant part del paisatge urbà de les principals urbs en el globus. A més d'estar protegits contra el vandalisme i les condicions atmosfèriques adverses, molts d'ells funcionen amb energia solar i compten amb sistemes centralitzats de gestió i control que permeten donar diferents advertències de funcionament de l'equip, així com avisar l'usuari amb un SMS que el temps d'aparcament s'està esgotant.
En l'actualitat el mercat ofereix diferents alternatives per oferir una solució integral al problema de l'estacionament mesurat. Algunes empreses continuen fabricant parquímetres mecànics i segueixen proporcionant manteniment, pel que en algunes ciutats és comú veure encara els antics parquímetres en funcionament. Aquests sistemes van ser ja desplaçats notablement pels sistemes més avançats de control de múltiples espais, els quals, mitjançant rebuts de pagament, controlen l'estacionament i tenen sistemes de comunicació que li proporcionen alertes tant a usuaris com a encarregats del control de trànsit de la situació d'aquests, i també faciliten el pagament mitjançant targetes de crèdit dèbit i targetes de previpagament sense dependre exclusivament de monedes.
Alguns parquímetres proporcionen sistemes de detecció de vehicles que permeten controlar quan es troben vehicles estacionats en els diferents llocs, possibilitant, així, l'anunci d'un lloc vacant, la detecció de violacions de temps d'estacionament i la recol·lecció de dades estadístiques.
Així i tot el mercat actual busca alternatives al sistema d'aparcament mesurat, per aconseguir obtenir un major control i un menor ús de recursos i despeses de manteniment. Així és com sorgeixen diferents alternatives, com poden ser l'ús de parquímetres personals, petits dispositius que es col·loquen a l'interior del vehicle que permeten recàrregues de temps per Internet i altres mitjans. Altres solucions són les dels estacionaments regulats per cupons temporals i per cupons de disc, sistemes que utilitzen cupons de materials d'un sol ús individuals, en què es
registren les dades de manera gràfica. En algunes ciutats, s'ha implementat el pagament de l'estacionament mesurat mitjançant SMS i altres mitjans immaterials o digitals, que pretenen minimitzar la infraestructura, la mobilitat i la versatilitat de pagaments.